# Île Petite Mangere
Pour l’article homonyme, voir Île Mangere.
L'île Petite Mangere, en māori Tapueanuku, est une petite île néo-zélandaise de l'archipel des îles Chatham.
Baignée par l'océan Pacifique Sud, elle est entourée au nord-est par l'île Mangere, au nord-ouest par l'île Chatham, à l'est par l'île Pitt et au sud-ouest par The Castle.
Orientée dans le sens est-ouest, ses côtes sont entièrement formées de falaises et elle culmine à 214 mètres d'altitude à The Fort. Le sommet de l'île est relativement plat et couvert de végétation.
Du fait de son relief très escarpé et de son aspect inaccessible, elle est inhabitée.

## Faune
Propriété privée, elle constituait le dernier refuge du miro des Chatham avant sa réintroduction sur l'île Mangere et l'île du Sud-Est au début des années 1980.